# Estaing, Aveyron
Estaing är en kommun i departementet Aveyron i regionen Occitanien i södra Frankrike. Kommunen ligger  i kantonen Estaing som ligger i arrondissementet Rodez. År 2022 hade Estaing 507 invånare.

## Befolkningsutveckling
Antalet invånare i kommunen Estaing
Referens: INSEE

## Galleri

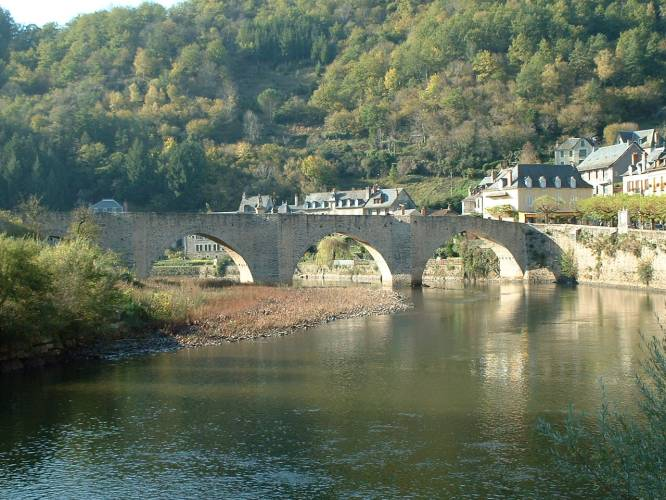
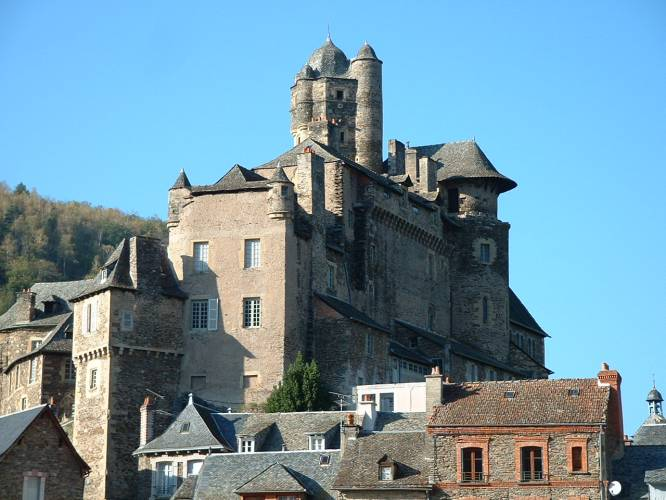
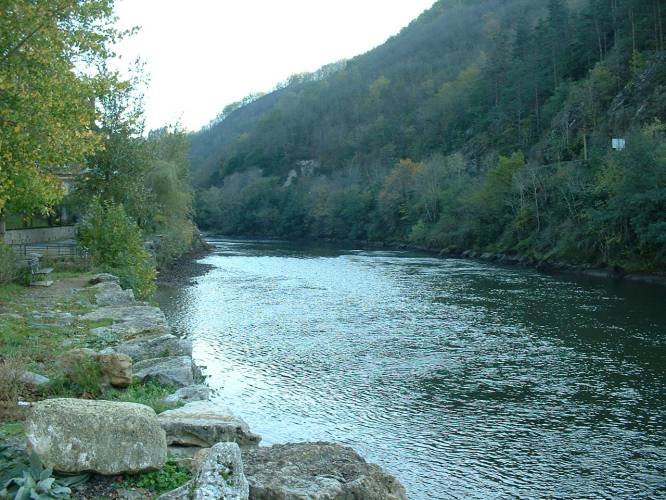
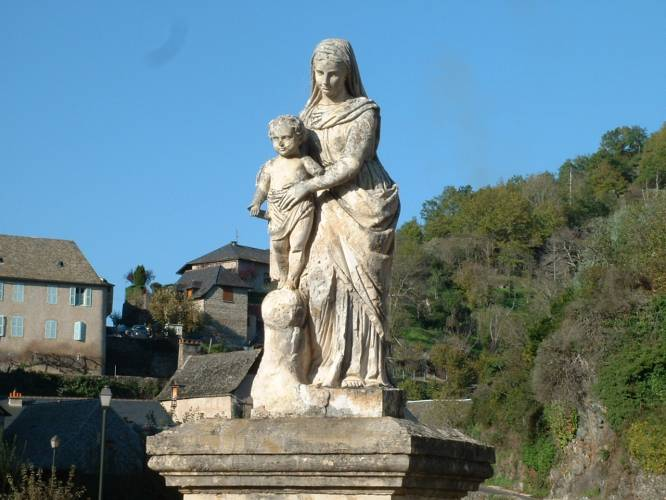
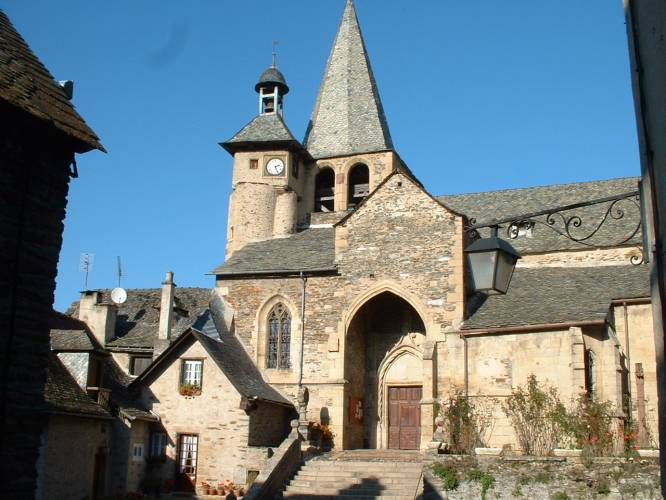
L'église Saint-Fleuret
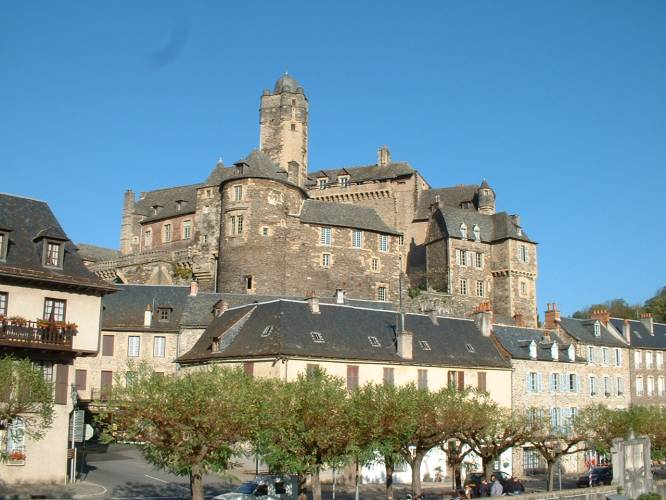
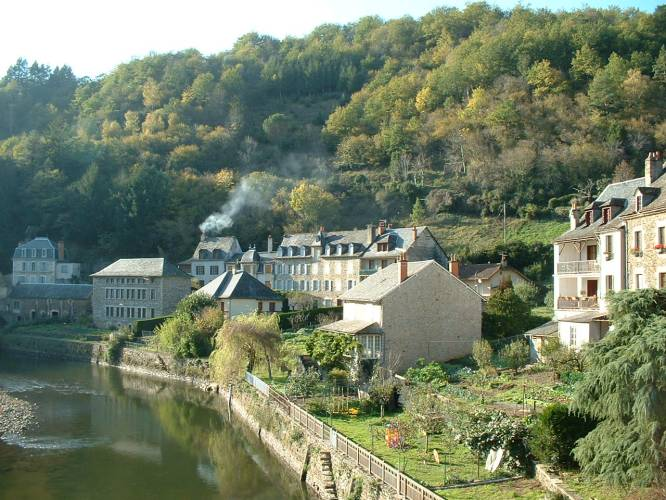
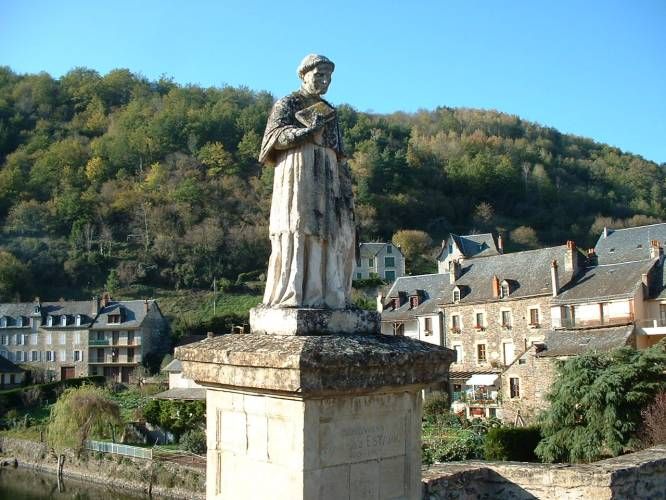